# 446 f.Kr.

## Händelser

### Efter plats

#### Grekland
- Achaia blir självständigt från Aten, medan Euboea, som är livsviktigt för stadens mattillgång och kontroll över haven, gör uppror mot Aten. Perikles går därför in i Euboea med sina trupper.
- Megara går med i upproret mot Aten. Megaras strategiska betydelse bevisas genast, genom att en spartansk armé (under kung Pleistoanax befäl), för första gången på tolv år dyker upp i Attika. Hotet från den spartanska armén gör att Perikles, genom mutor och förhandlingar, får Aten att ge upp sina fastlandsbefästningar och i huvudsak koncentrera sig på sitt maritima imperium.
- Den spartanska armén drar sig tillbaka, varvid Perikles går tillbaka in i Euboea med 50 fartyg och 5 000 soldater, som nedslår allt motstånd. Han bestraffar jordägarna i Chalkis, som förlorar sina egendomar, medan invånarna i Istiaia körs iväg och ersätts av 2 000 atenska nybyggare.
- Då Spartas invånare får veta, att deras armé har accepterat mutor från Perikles, anklagar de sin kung Pleistoanax för brott mot staten, men denne flyr till Arkadien. Hans militäre rådgivare, Kleandridas, flyr också och döms till döden i sin frånvaro.

#### Sicilien
- Det antika sicilianska folket sikelernas helleniserade ledare Ducetius återvänder från sin exil i Korinth till Sicilien och koloniserar Cale Acte på nordkusten med grekiska och sikeliska nybyggare.

#### Romerska republiken
- I slaget vid Corbione leder Titus Quinctius Capitolinus Barbatus romerska trupper till seger över equierna i nordöstra Latium och volscerna i södra Latium.

## Födda
- Marcus Furius Camillus, romersk fältherre och statsman (traditionellt datum) (död 365 f.Kr.)